# Taiyō Sentai Sun Vulcan
Denziman Goggle V
Taiyō Sentai Sun Vulcan (太陽戦隊サンバルカン, Taiyō Sentai San Barukan, littéralement Sun Vulcan, l'escadron solaire) est une série télévisée japonaise du genre sentai en 50 épisodes de 25 minutes, produite en 1981.

## Synopsis
Un jour, alors qu'il survole le Pôle Nord, un avion de l'armée de l'air japonaise est attaqué par l'empire des Machines Black Magma gouverné par le machiavélique Führer Hell Saturn. Ce dernier apparait alors magiquement au siège de l'ONU et fait savoir aux représentants des différents pays que son empire à l'intention de régner sur la Terre entière. Après sa disparition, les représentants des différents pays votent à l'unanimité le droit au Japon d'assurer la défense du monde contre cette menace. L'escadron solaire Sun Vulcan est alors créé.

## Personnages

### Sun Vulcan
- Ryûsuke Ohwashi (大鷲 龍介, Ōwashi Ryūsuke?) / Vul Eagle I (初代バルイーグル, Shodai Baru Īguru?) (épisodes 1-23)
  - Attaques : Eagle Wings (イーグルウイング, Īguru Uingu?), Eagle Diving (イーグルダイビング, Īguru Daibingu?), Eagle Fire (イーグルファイヤー, Īguru Faiyā?)
- Takayuki Hiba (飛羽 高之, Hiba Takayuki?) / Vul Eagle II (二代目バルイーグル, Nidaime Baru Īguru?) (épisodes 23-50) 
  - Attaques : Hiba Return (飛羽返し, Hiba Gaeshi?), New Hiba Return (新飛羽返し, Shin Hiba Gaeshi?), Secret Sword Style Cross Cut (?)
- Kinya Samejima (鮫島 欣也, Samejima Kin'ya?) / Vul Shark (バルシャーク, Baru Shāku?)
  - Attaques : Shark Washer (シャークウォッシャー, Shāku Wosshā?), Shark Diving (シャークダイビング, Shāku Daibingu?), Shark Rolling (シャークローリング, Shāku Rōringu?), Shark Jaws (シャークジョーズ, Shāku Jōzu?)
- Asao Hyô (豹 朝夫, Hyō Asao?) / Vul Panther (バルパンサー, Baru Pansā?)
  - Attaques : Panther Galaxy (パンサーギャラクシー, Pansā Gyarakushī?), Panther Claw (パンサークロー, Pansā Kurō?), Panther Bomber (パンサーボンバー, Pansā Bonbā?), Panther Mole (パンサーもぐら, Pansā Mogura?), Rolling Panther (ローリングパンサー, Rōringu Pansā?), Panther Throw (パンサー投げ, Pansā Nage?)

### Soutien
- Daizaburô Arashiyama (嵐山 大三郎, Arashiyama Daizaburō?) :
- Misa Arashiyama (嵐山 美佐, Arashiyama Misa?) :
- CC (シーシー, Shīshī?) :

### Empire des Machines Black Magma
L'empire des Machines Black Magma (機械帝国ブラックマグマ, Kikai Teikoku Burakku Maguma) est une organisation basée au Pôle Nord, dans le château de la Griffe de fer (鉄の爪, Tetsu no tsume).
- dieu omnipotent (全能の神, Zennō no Kami?) (épisodes 5-50) : La divinité de Black Magma
- Führer Hell Saturn (ヘルサターン総統, Heru Satān Sōtō?) (épisodes 1-47, 49-50) : Le maître de Black Magma.
- reine Hedrian (ヘドリアン女王, Hedorian Joō?) (épisodes 5-50) : L'ancienne dirigeante du clan Vader.
- Zero Girls (ゼロガールズ, Zero Gāruzu?) : Les espionnes de l'empire.
- Amazon Killer (アマゾンキラー, Amazon Kirā?) (23-50) :
- Inazuma Gingar (イナズマギンガー, Inazuma Gingā?) (45-49) : Un pirate de l'espace connu en tant que l'« invincible homme électrique galactique » (銀河無敵の電気男, Ginga Muteki no Denki Otoko?)
- Dark Q (ダークQ, Dāku Kyū?) (épisodes 1-4, 7-14, 16-19, 21) : Les cyber-espions de l'empire.
- Machinemen (マシンマン, Mashinman?) : Les fantassins de l'empire.

## Arsenal
- Vulcan Brace (バルカンブレス, Barukan Buresu?) : transformateur des Sun Vulcan.
- Vulcan Stick  (バルカンスティック, Barukan Sutikku?) : arme standard des Sun Vulcan.
- Vulcan Ball (バルカンボール, Barukan Bōru?) : Attaque finale des Sun Vulcan.
- New Vulcan Ball (ニューバルカンボール, Nyū Barukan Bōru?) : Version améliorée de l'attaque finale.

## Mechas
- Jaguar Vulcan (ジャガーバルカン, Jagā Barukan?) : forteresse volante des Sun Vulcan.

- Sun Vulcan-Robot (サンバルカンロボ, San Barukan Robo?) : formé à partir des deux véhicules suivants :
  - Cosmo Vulcan (コスモバルカン, Kosumo Barukan?) : piloté par Vul Eagle.
  - Bull Vulcan (ブルバルカン, Buru Barukan?) : piloté par Vul Shark et Vul Panther.

L'assemblage a lieu à partir de la commande « Fusion ! Grand croisement ! » (合体！体グランドクロス！, Gattai! Gurando Kurosu!). Il est armé de l'épée solaire (太陽剣, Taiyō Ken), du Vul-bouclier (バルシールド, Baru Shīrudo), du Vul-tonfa (バルトンファ, Baru Tonfa), de la Vul-main (バルハンド, Baru Hando), du Vulcan Sun (バルカンサン, Barukan San) et des Vulcan Cannons (バルカン砲, Barukan Jū). Au moment de porter le coup de grâce, les Sun Vulcan disent : « Aurore plasma double taillade ! » (オーロラプラズマ返し！, Ōrora Purazuma Gaeshi!)

## Véhicules
- Sand Vulcan (サンドバルカン, Sando Barukan?) : Jeep de Vul Eagle.
- Shark Machine (シャークマシーン, Shāku Mashīn?) : Moto de Vul Shark.
- Panther Machine (パンサーマシーン, Pansā Mashīn?) : Moto Vul Panther.

## Épisodes
1. L'empire des machines du pôle Nord (北極の機械帝国, Hokkyoku no Kikai Teikoku?)
2. The Day Mankind Lapses (人類が消滅する日, Jinrui ga Shōmetsu Suru Hi?)
3. La Griffe d'acier défie le Japon (日本に挑む鉄の爪, Nihon ni Idomu Tetsu no Tsume?)
4. Boy, Detective Work and Spy (少年探偵とスパイ, Shōnen Tantei to Supai?)
5. The Wicked Sun God (邪悪な太陽神, Jāku na Taiyōshin?)
6. La maison dominée par les machines (機械の支配する家, Kikai no Shihai Suru Ie?)
7. Beast, Batter, and Tears (野獣バッターと涙, Yajū Battā to Namida?)
8. Père chante une chanson de diligence (父が歌う手まり唄, Chichi ga Utau Temari Uta?)
9. Papa est devenu un monstre (怪物になったパパ, Kaibutsu ni Natta Papa?)
10. The Poison Spider Mansion Ambush (待ちぶせ毒ぐも館, Machibuse Doku-gumo Yakata?)
11. The Mecha Girl of Sadness (哀しみのメカ少女, Kanashimi no Meka Shōjo?)
12. The Queen Who Eats Diamonds (ダイヤを食う女王, Daiya o Kuu Joō?)
13. The Living Black Ball (生命を持つ黒い玉, Seimei o Motsu Kuroi Tama?)
14. The Day the Earth Surrenders (地球が降伏する日, Chikyū ga Kōfuku Suru Hi?)
15. The Queen's Greed Dance (女王の欲ばり踊り, Joō no Yokubari Odori?)
16. A Demon Runs the Schoolyard (悪魔が校庭を走る, Akuma ga Kōtei o Hashiru?)
17. Ghost Story! The Valley of Goblins (怪談！お化けの谷, Kaidan! Obake no Tani?)
18. The Surprising Big Star (びっくり大スター, Bikkuri Dai Sutā?)
19. The Dangerous 100-Point Boy (危険な100点少年, Kiken na Hyakuten Shōnen?)
20. The Machine Wrestler's Trap (機械レスラーの罠, Kikai Resurā no Wana?)
21. Love Brought by the Sea Breeze (潮風がはこぶ愛, Shiokaze ga Hakobu Ai?)
22. Tokyo Big Panic! (東京大パニック！, Tōkyō Dai Panikku!?)
23. Galaxy Haunts' Female Commander (銀河魔境の女隊長, Ginga Makkyō no Onna Taichō?)
24. Hamanako's Nessie (浜名湖のネッシー, Hamanako no Nesshī?)
25. The Hole of the Shocking Sea Serpent (ドッキリ海蛇の穴, Dokkiri Umihebi no Ana?)
26. Starving Filling Cooking (ハラペコ満腹料理, Harapeko Manpuku Ryōri?)
27. La Grande Peur d'une nuit d'été (真夏の夜の大恐怖, Manatsu no Yoru no Dai Kyōfu?)
28. Is Sukehachi Friend or Foe? (助八は敵か味方か, Sukehachi wa Teki ka Mikata ka?)
29. Pretty Swordsman, White Rose Mask (美剣士白バラ仮面, Bikenshi Shiro Bara Kamen?)
30. Dream of the Giant Monster's Big Riot (大暴れ夢の大怪獣, Ōabare Yume no Daikaijū?)
31. Big Tokyo Numbing Ondo (大東京シビレ音頭, Dai Tōkyō Shibire Ondo?)
32. Arrest the Face-Thief (顔泥棒を逮捕せよ, Kao Dorobō o Taiho Seyo?)
33. The Hateful, Stylish Thief (憎いおしゃれ泥棒, Nikui Oshare Dorobō?)
34. The Cursed Dead (呪われた亡霊たち, Norowareta Bōrei Tachi?)
35. Friends!? La Cucaracha (友達！？クカラッチャ, Tomodachi!? Kukaratcha?)
36. The Esper (エスパー, Esupā?)
37. Himiko! (日見子よ, Himiko yo?)
38. Asao Hyou's Dad-Lord (豹朝夫のおやじ殿, Hyō Asao no Oyaji Dono?)
39. Falling on Her Rear, Tomboy Daughter (尻もちおてんば娘, Shirimochi Otenba Musume?)
40. The Best Friend Assassination Angel (なかよし暗殺天使, Nakayoshi Ansatsu Tenshi?)
41. Seven Changing Doronpa Raccoon-Dogs (七化けドロンパ狸, Nana Bake Doronpa Tanuki?)
42. Daydreams of Boys Who Sleep In (寝坊少年の白昼夢, Nebō Shōnen no Hakuchūmu?)
43. You too Can Become a Genius (君も天才になれる, Kimi mo Tensai ni Nareru?)
44. La Grande Évasion : l'explosion Heli (大脱走・ヘリ爆破, Dai Dassō: Heri Bakuha?)
45. L'invincible homme électrique de la galaxie (銀河無敵の電気男, Ginga Muteki no Denki Otoko?)
46. Le plan (secret) de la commandeur (女隊長の（秘）作戦, Onna Taichō no Maruhi Sakusen?)
47. La rébellion de l'empire des Machines (機械帝国の反乱, Kikai Teikoku no Hanran?)
48. The Giant Aircraft Carrier has been Stolen (奪われた巨大空母, Ubawareta Kyodai Kūbo?)
49. The Queen's Last Appirition Art (女王最期の妖魔術, Joō Saigo no Yōmajutsu?)
50. Brille, aurore du pôle Nord (輝け北極オーロラ, Kagayake Hokkyoku Ōrora?)

## Film
Taiyō Sentai Sun Vulcan, le film (太陽戦隊サンバルカン ＴＨＥ ＭＯＶＩＥ, Taiyō Sentai San Barukan Za Mūbī) : L'histoire de ce film se déroule entre les épisodes 24 et 25.

## Distribution
Les héros
- Nībori Kazuo/Junichi Haruta : Ryūsuke Washi/Takayuki Hiba/Vul Eagle
- Shibahara Takanori : Kinya Samejima/Vul Shark
- Ito Kuniyasu : Asao Hyō/Vul Panther

Soutien
- Shin Kishida : Commander Daizaburō Arashiyama
- Yumi Nemoto : Misa Arashiyama/Shiro Bara Kamen (épisode 29)
- Hinako Hegawa : CC (voix)

L'empire des Machines Black Magma est un culte apocalyptique voué au règne des machines, et adorant une entité mystérieuse connue sous le nom de Dieu du Soleil Noir ; ils sont basés au Pôle Nord, au sein du château Iron Claw, une forteresse mobile en forme de main griffue.
- Hideaki Kusaka (voix : Shōzō Īzuka) : Führer Hell Saturn

L'empire des Machines Black Magma a également à son service quatre espionnes surnommées Zero Girls.
- Takako Kitakawa (épisodes 1-22) : Zero One
- Mariko Higashi : Zero Two
- Yuki Udagawa : Zero Three
- Toshiko Takashima (épisodes 1-4)/Kyoko Hiro : Zero Four

- : Dieu du soleil noir
- Machiko Soga : Reine Hedrian (épisodes 5-50)
- Yukie Kagawa / Junichi Haruta : Amazon Killer (épisodes 23-50)
- Junichi Haruta (voix : Takeshi Watanabe) : Lightning Gingher (épisodes 45-49)
- : Dark Q (épisodes 1-4, 7-14, 16-19, 21)

## Autour de la série
- Sun Vulcan fut la première série sentai à thématique animalière. Elle est également la première série où le robot géant est formé de  plusieurs véhicules (ici, deux) qui s'assemblent. C'est aussi la seule série à n'avoir que trois membres dans l'équipe pour l'ensemble des épisodes (Liveman, Hurricaneger, Abaranger, Gekiranger, Go-onger et Go-Busters commencent avec trois membres, mais ont de nouveaux membres qui s'ajoutent).
- Les patronymes des Sun Vulcan ne sont pas choisis au hasard : « Washi », le patronyme du premier Vul Eagle, signifie « aigle » en japonais. De même, « Same », qui signifie « requin », se retrouve dans le patronyme de Vul Shark. Pour finir, le patronyme de Vul Panther est « Hyô », ce qui signifie la même chose.
- Le mot anglais Sun est transcrit en japonais par サン, qui se prononce [saɴ]. Or, [saɴ] est également la prononciation du caractère 三, qui signifie « trois ». Le nom de l'équipe est donc basé sur un jeu de mots. Quant à Vulcan, il s'agit de la prononciation anglaise de Vulcain, l'équivalent romain du dieu grec Héphaïstos.
- Alors que la principale caractéristique des séries de sentai est de n'être absolument pas liées entre elles, Sun Vulcan fait néanmoins exception : la reine Hedrian, ressuscitée par Black Magma dans l'épisode 5, avait déjà gouverné le clan Vader dans Denziman avant de disparaitre à la fin de l'épisode 50 de ladite série.
- Dans la version originale de la série, le monstre envoyé par Black Magma dans l'épisode 35 s'exprime en japoñol (mélange de japonais et d'espagnol).
- Sun Vulcan est la dernière série Super Sentai à être affublée d'un copyright par Marvel.
- Bien avant que Saban voulût adapter Sun Vulcan en Power Rangers, Stan Lee avait le projet d'adapter Sun Vulcan pour le public occidental, c'est-à-dire garder les scènes d'actions, mecha et remplacer les scènes avec les acteurs Japonais par des acteurs Américains. Malheureusement, il ne trouva pas le financement ni une chaîne intéressée.
- Sun Vulcan est la première saison de la franchise Super Sentai (sans compter Goranger) que Saban a voulu adapter en Power Rangers, mais cela n'a pas pu se faire avant Zyuranger.
- C'est la première et seule série de la franchise Super Sentai dont l'équipe de héros est composée uniquement d'hommes.